# 彼得·禾根
彼得·禾根（英語：Peter Vaughan，1923年4月4日—2016年12月6日）是一位英国男演员，在英国许多电影电视中充当配角而出名。他也在舞台上有充足表演。最为著名的是在HBO电视剧《权力的游戏》中扮演伊蒙学士，即伊蒙·坦格利安。

## 生平

### 早年
1923年出生在英格兰韦姆，出生名字叫Peter Ewart Ohm。他是奥地利移民。在中学毕业后加入剧院，在舞台表演中得到不少经验。1943年6月9日，以少尉军衔加入作为英军战略支援部队的皇家通讯部队进入第二次世界大战中，在诺曼底，比利时和远东服务。在战争快结束时，被关押在新加坡的樟宜监狱。